# Dimya argentea
Dimya argentea is een tweekleppigensoort uit de familie van de Dimyidae. De wetenschappelijke naam van de soort is voor het eerst geldig gepubliceerd in 1886 door Dall.